# Marije Langelaar
Marije Langelaar (nascuda el 1978 a Goes (Països Baixos) és una poetesa que escriu en llengua neerlandesa.
El 2017 va rebre el premi Jan Campert per al seu recull de poesia Vonkt. Segons el jurats és «un recull que ple d'amor passional per a la vida i la llengua. Els versos de Langelaar quasi desborden d'ardor.» Resideix a Ronse (Bèlgica).

## Obres destacades
- Vonkt (2016), premi Jan Campert 2017[2]
- De Schuur in (2009), Premi Hugues C.Pernath[3][4][5]
- «Vogel» («Ocell», 2010)[6]